# Glypta rufipluralis
Glypta rufipluralis là một loài tò vò trong họ Ichneumonidae.